# 皮娅·松德哈格
皮娅·松德哈格（瑞典語：Pia Sundhage，1960年2月13日—），前瑞典女子足球运动员，現任瑞士國家女子足球隊總教練。她曾代表瑞典参加1996年夏季奥林匹克运动会足球比赛，也曾于2008年和2012年两度以主教练身份带领美國國家女子足球隊夺下奧運會金牌。